# Hipsilofodòntids
Els hipsilofodòntids (Hypsilophodontidae) constitueixen una família de petits dinosaures ornitòpodes herbívors i bípedes que feien entre 1 i 2 metres de longitud. S'han trobat restes fòssils d'aquest grup a Àsia, Austràlia, Europa, Nord-amèrica i Sud-amèrica, en roques que daten d'entre el Juràssic mitjà i el Cretaci superior.

## Taxonomia
- Família Hypsilophodontidae
  - Agilisaurus
  - Jeholosaurus
  - Leaellynasaura
  - Gasparinisaura?
  - Subfamília Zephyrosaurinae
    - Zephyrosaurus
    - Orodromeus

  - Subfamília Othnieliinae
    - Othnielia

  - Subfamília Hypsilophodontinae
    - Hypsilophodon
    - Yandusaurus

  - Subfamília Thescelosaurinae
    - Bugenasaura
    - Parksosaurus
    - Thescelosaurus